# وفاة ريان أورام
وفاة ريّان أورام هي حادثةُ سقوطٍ في 1 فبراير 2022 لطفل يبلغ من العمر خمس سنوات في بئر تبعها محاولات إنقاذٍ مكثفة، ولكنَّ الحادثة انتهت بإعلان وفاته في 5 فبراير 2022.
وقعت الحادثة في قرية إغران، إقليم شفشاون شمال المغرب عندما سقط الطفل (ريّان أورام) ذو الخمسة أعوام في بئرٍ عميق قريب من منزله وبقيَ عالقًا فيها على عمق 32 مترًا لمدة خمسة أيام، تخلَّلها عملية إنقاذ مشتركة بين أفراد الوقاية المدنية وخبراء الإنقاذ والتربة والطبوغرافيا وذلك في سعيٍ حثيث لإنقاذه.
اكتسبت قضيته شهرة وتعاطفًا عالميًّا، وتابع الملايين من الناس عملية إنقاذه التي نُقلت على الهواء مباشرة على مواقع التواصل الاجتماعي وقنوات التلفزة. بُذلت جهود حثيثة لإنقاذه، شارك فيها المتطوعون من السكان المحليين والهلال الأحمر وأفراد من قوات الوقاية المدنية واستخدمت السلطات المغربية عددًا كبيرًا من الآليات والمعدات التي عملت على مدار الساعة.
استطاعت فرق الإنقاذ حفر ثلاثة أمتار يدويا بشكل أفقي واقتربت كثيرا من تحرير الطفل، لكنها واجهت صعوبات وعراقيل جمة بسبب صعوبة التضاريس وخطر انجراف التربة، زُود الطفل بأنبوب أكسجين على مدار الساعة في محاوله لإنقاذه، وسخرت السلطات المغربية كل إمكانياتها باستدعاء عشرات المهندسين والمختصين في حفر الآبار والأنفاق، وأمنت سيارات إسعاف ومروحية لنقل الطفل إلى المستشفى وفرقة أمنية لتأمين محيط البئر لكنّ العملية انتهت بالوصول إليه ميتًا.
حظيت قصة ريان بتغطية إعلامية كبيرة وحازت اهتمامًا رسميًا وتعاطفًا تعدى حدود قريته، وأصبحت قضيته قضية رأي عام في المغرب وخارجه، رثاه العديد من رؤساء الدول والسياسيين والمنظمات الدولية والفنانون وحتى أندية رياضية عديدة.
في 2023، أُنتِجَ فيلم وثائقي عن الحادثة تحت عنوان ريان.. أثر الفراشة فاز بالجائزة الفضية في مسابقة تيلي أواردز العالمية.

## خلفية
في عصر يوم الثلاثاء 1 فبراير 2022 اختفى الطفل ريان أورام (5 أعوام) بشكلٍ مفاجئ، إذ كان يلعب في مكان ليس ببعيد عن منزله. ظنَّ أهله بدايةً أنه مُختطف، وبعد محاولات من البحث، وبالاستعانة بكشّاف هاتف محمول، عُثر عليه في الساعات الأولى من صباح اليوم التالي عالقًا داخل بئر عميق قريب من منزله، وظهرَ في الفيديو المصوَّر بهاتف الكشاف مصابًا بجروحٍ في رأسه. قال والده إنه ذهب لصلاة العصر وعندما عاد لم يجده. ذكر أقارب الطفل إن سطح البئر كان مغطى بغطاء معدني ويرجح أن عربة مرت فوقه ونزعته.

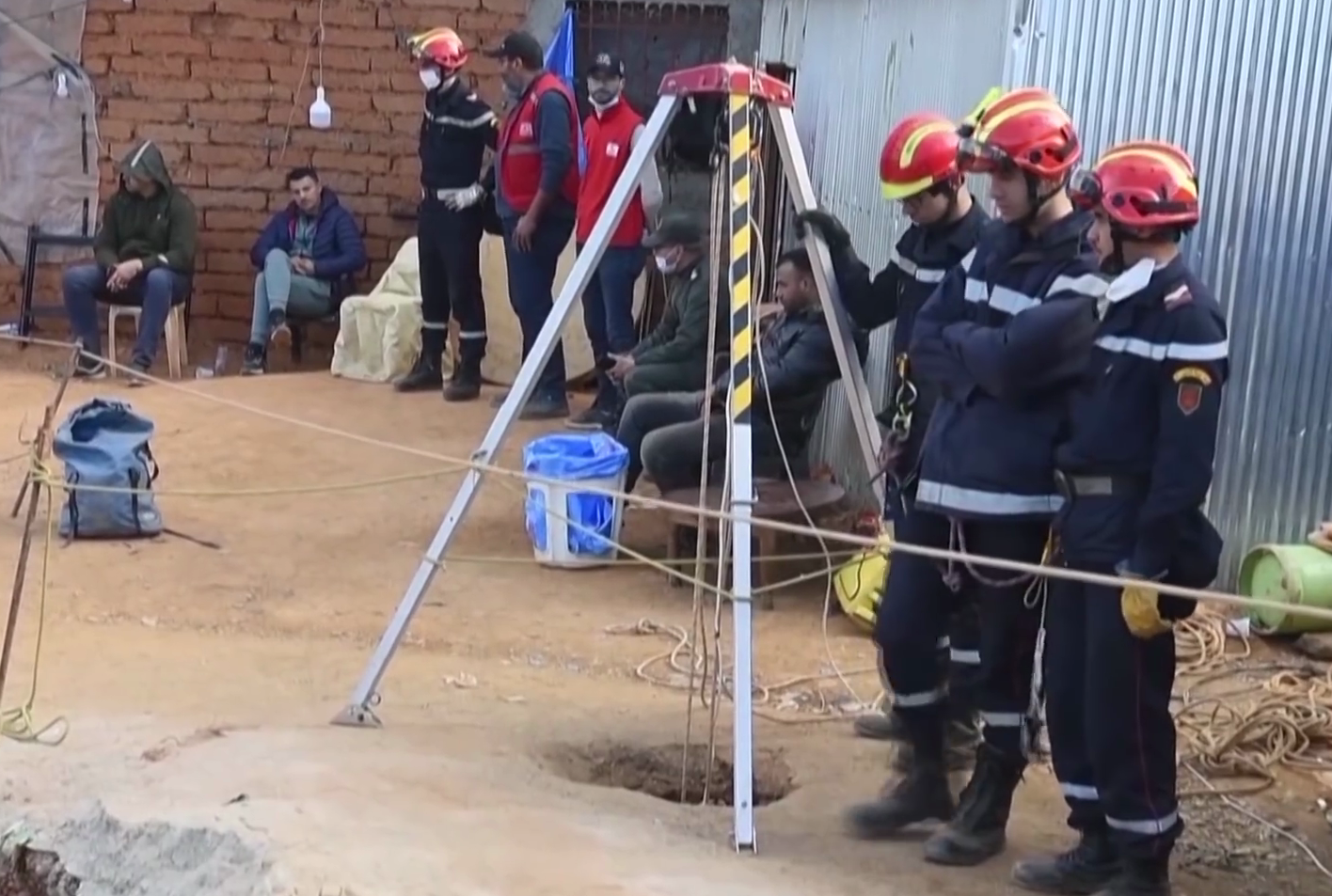
أفراد من الدفاع المدني يفحصون البئر الذي سقط فيه الطفل.

تواصل والده بمساعدة الأهالي مع السلطات التي سارعت ببدء عملية الإنقاذ، وفحصت البئر فتبين أن عمقه يصلُ إلى 62 مترًا، وأن الطفل قد سقط فيه وعلق على عمق 32 مترًا. استعانت قوات الوقاية المدنية في البداية بجرافتين لتوسعة مدخل الحفرة الضيقة، ثم أنزلوا كاميرا موثقة بالحبال وبها كشَّافات لإضاءة المكان والاطمئنان على الطفل.
تصدر وسم #أنقذوا_ريان موقع التواصل الاجتماعي تويتر في دول عربية عدة للتعبير عن التضامن مع الطفل وأهله، منها المغرب والجزائر والإمارات ومصر والسعودية، تزامنًا مع مواصلة السلطات المغربية جهود الإنقاذ، وتصدرت قضيته مواقع التواصل الاجتماعي منذ إعلان نبأ سقوطه في البئر ومباشرة عملية إنقاذه، عبَّر الآلاف من رواد مواقع التواصل عن تضامنهم وتعاطفهم، وكانوا يُتابعون تطورات الحادثة لحظة بلحظة عبر وسائل الإعلام المغربية والعربية.
اضطر رجال الإنقاذ للاستعانة بأحد متطوعي الهلال الأحمر المغربي، واستطاعَ متطوعٌ الوصول في البداية إلى عمقِ 17 مترًا لتفشل المحاولة الأولى، وفي المحاولة الثانية وصل إلى عمق 27 مترًا ولكنه لم يستطع التقدم أكثر من ذلك، وأكَّد أن الطفل بخير ولكنه يفقد الوعي ثم يستعيده مجددًا بسبب الضعف والإرهاق، كما أكَّد من الملاحظة الأوليّة أنهُ مصابٌ ببعض الجروح السطحيّة على مستوى الرأس. أُجريت العديد من المحاولات لإنقاذ الطفل قبل وصول الدفاع المدني لكنها باءت بالفشل.
أُنزلت كاميرا صغيرة وأنابيب ماء وأكسجين للطفل، وكان يظهر عليه أنه بخير إلى حدٍ ما، حيثُ أظهرت تسجيلات الفيديو حركة الطفل ولكنها كانت حركة ثقيلة وضعيفة، تعرقلت جهود الإنقاذ وواجهت صعوبات عديدة، كان آخرها وجود صخرة أبطأت عمليات الحفر الأفقي واستمر بمعدات بسيطة خوفًا من انهيار التربة. وصل إجمالي عدد الجرافات في المنطقة المحيطة بالبئر العميقة إلى 6 جرافات، وعملت قوات الإنقاذ على توسعة المكان، ولكن في حذر شديد بسبب الخوف من انهيار التربة فوق الطفل.

## تسلسل الأحداث

### اليوم الأول

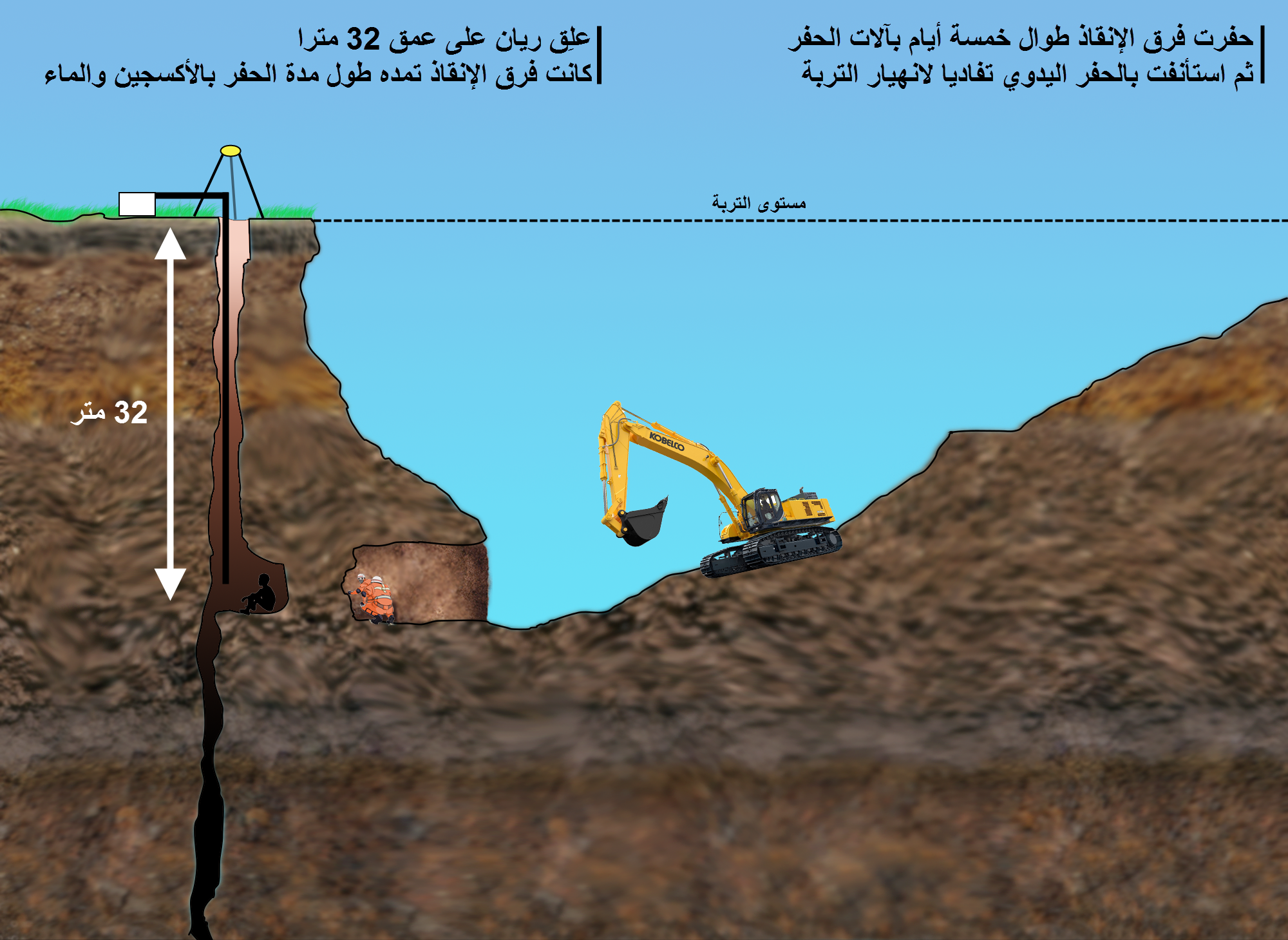
رسم توضيحي لعملية إنقاذ ريان أورام

سقط الطفل في البئر عصر يوم الثلاثاء الموافق 1 فبراير 2022 عندما كان يلهو بالقرب من البئر القريب من منزله في قرية إغران في إقليم شفشاون شمالي المغرب. قالت والدة الطفل إن أفراد الأسرة تفقدوا الطفل بعد ظهر الثلاثاء ولم يجدوا له أثرا، ثم تناهى إلى مسامعهم أصوات قادمة من البئر، فربطوا هاتفا بحبل وأنزلوه إلى البئر ورأوا الطفل عالقا فيه. بُذلت عدة محاولات لإخراج الطفل قام بها متطوعون لكنها باءت بالفشل لضيق البئر. قضى الطفل ليلته الأولى في قعر البئر مع معاناته من إصابات في الرأس.

### اليوم الثاني
وصلت عناصر من الوقاية المدنية والسلطات المحلية والدرك وبمؤازرة عشرات من شباب المنطقة لإغاثة الطفل، تدخلت السلطات المغربية في عملية الحفر، وجلبت وسائل تقنية ضخمة مثل الجرافات واستعانت بكاميرات تستعمل في مهام الإغاثة لرصد حالة الطفل العالق في البئر على عمق يصل إلى 32 مترًا والتواصل معه، أظهرت الصور الملتقطة أنه لا يزال على قيد الحياة، لكنه كان فاقدًا للوعي ولا يتحرك، فسارعت فُرقُ الإنقاذ لمده بأنبوبي ماء وأوكسجين على مدار الساعة. بعد فشل محاولات الإنقاذ من فتحة البئر، شرعت السلطات باستخدام 5 جرافات للحفر بشكل موازي للبئر في محاولة للوصول إلى الطفل عبر منفذ، وبدأت شبكات التواصل الاجتماعي في تحويل الحادثة إلى قضية رأي عام وحثت السلطات على توفير كل الدعم لإنقاذ الطفل، حيث بدأ الملايين في متابعة تفاصيلها، توافد العديد من المواطنين من القرية والمناطق والمدن المجاورة، مما أضطر القوى الأمنية التي عززت انتشارها لوضع حواجز في المكان للحيلولة دون عرقلة الحشود لجهود فرق الإنقاذ، لكن اليوم انتهى بدون إحراز أي تقدم.

### اليوم الثالث
دفع الاهتمام المتزايد بمأساة الطفل الحكومة المغربية خلال اجتماعها في ذلك اليوم إلى مناقشة جهود إنقاذه، وأكدت على حشد كل الجهود والطاقات لإخراج الطفل حيًا من الحفرة، أوضح الناطق الرسمي باسم الحكومة المغربية السيناريوهات التي تم التفكير فيها لإنقاذ الطفل ومنها الحفر بشكل موازٍ مع الحفرة.
أكدت عائلة الطفل أنه لا يزال على قيد الحياة، رغم مرور أكثر من 50 ساعة على بدء الحفر، وكثفت السلطات المغربية في هذا اليوم عمليات البحث وجلبت المزيد من الجرافات. اتخذت خطة إنقاذ إستراتيجية أكثرَ تعقيدا، فبدأت الجرافاتُ بحفرِ ممرٍ بعمق 32 مترا موازٍ للبئرِ التي سقط فيها الطفل وإزالة أكثر من 200 ألف متر مكعب من الأتربة، توقفت عمليات البحث مؤقتا في هذا اليوم إثر حدوث انهيار صخري، كما اقترب فريق من الطبوغرافيين من مكان الطفل.

### اليوم الرابع
كثفت السلطات المغربية جهودها من عملية الإنقاذ واستعانت بخبراء ومهندسين طبوغرافيون للحيلولة دون انهيار التربة. عادت الجرافات لمواصلة العمل من جديد، وبقيت أمتار قليلة تفصل رجال الإنقاذ عن انتشال الطفل. بعد الإنتهاء من عملية الحفر العمودي؛ بدأت فرقُ الإنقاذ في الحفر الأفقي بهدف إدخالِ أنابيبَ معدنيةٍ وإسمنتية عبر الممرِ الموازي لموقع الطفل لتدعيمه تفادياً لأي انهيار في التربة، لتدخل معها جهودُ إنقاذِه في مرحلة خطرة. وقعت انهياراتٌ جزئيةٌ في مكانِ عملياتِ الحفر نظرا لطبيعةِ التربةِ الرمليةِ الهشة في بعضِ الطبقاتِ الصخرية ما جعل عملياتِ الإنقاذِ بطيئة. أشارت وسائل إعلام محلية إلى أن المسؤولين على عملية الإنقاذ أمروا سائقي الآليات بوقف الحفر بسبب سقوط التربة.

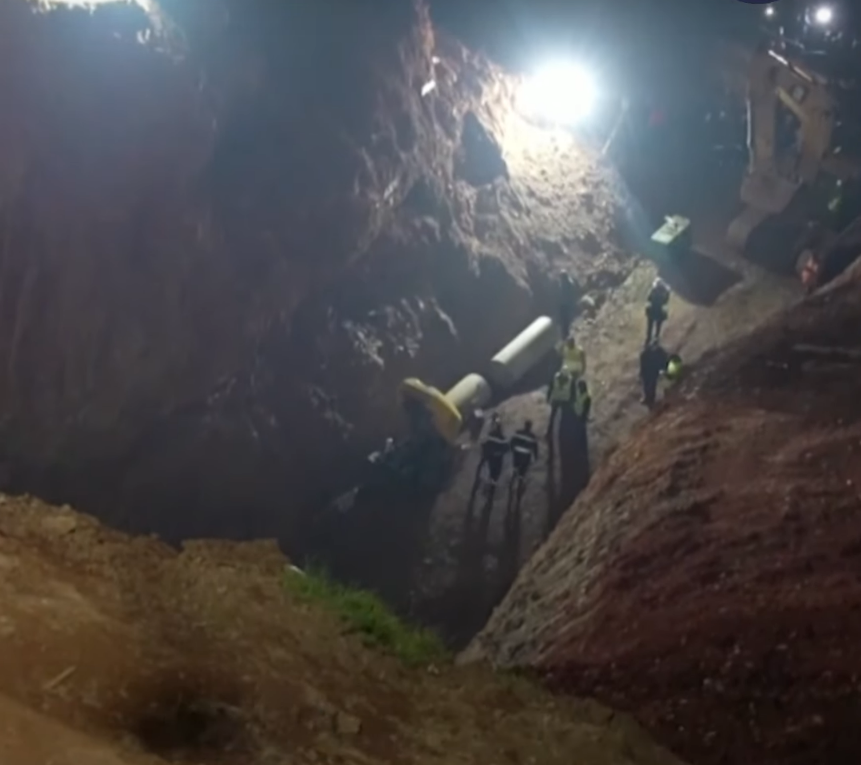
جانب من أعمال الحفر ليلاً والتي استمرت لخمسة أيام بدون توقف لانتشال الطفل.

زود عناصر الحماية المدنية الطفل في هذا اليوم بأنبوبة أكسجين لمساعدته على التنفس، وبدأ مسؤولو الإنقاذ بتجهيز بعض آليات الحفر اليدوية للوصول إلى موقع الطفل، وصل عمق الحفرة الموازية للبئر التي حفرتها الآليات في منتصف هذا اليوم 30 مترا، وأُحضرت إلى المكان مجموعة من المعدات الطبية، كما دخل 3 أفراد من عناصر الإنقاذ إلى موقع الطفل، بينهم خبير في حفر الآبار، ثم خرجوا مباشرة نظرا لهشاشة التربة.
وجهت السلطات الأمنية في مساء اليوم تحذيرات شديدة اللهجة للمواطنين الذي تجمهروا حول مكان الحفر خوفاً من حدوث انهيارات للتربة، وارتفعت تحذيرات صوتية عبر الصافرات في أعقاب ظهور تشققات على مستوى التربة المحيطة بالحفرة.
تميّز هذا اليوم باستخدام عملية الحفر اليدوي واقتربت فرق الإنقاذ من مكان الطفل على عمق 32 مترا تحت الأرض، توقف الحفر لفترة من الزمن نظرًا لوقوع انهيار صخري، وأشارت السلطات إلى أن عملية الحفر معقدة، فأي انهيار قد يؤدي بحياة الطفل. في مساء ذلك اليوم كان قد مر على الطفل 72 ساعةً على وجوده داخل الحفرة، ولم يتمكن من الأكل أو الشرب بحسب ما أكده رئيس عملية الإنقاذ.

### اليوم الخامس
شارفت عمليات الحفر إلى نهايتها، وحضرت سيارة إسعاف ومتخصصين في الإنعاش، أعلنت السلطات إن المسافة التي تفصل المنقذين عن الطفل هي بضعة سنتيمترات. تجمهر الناس من القرى المجاورة أمام البئر وتوافد العديد من سكان القرية والمناطق المجاورة، وتطوعت نساء القرية لطبخ وجبات الطعام لطواقم الإنقاذ. كان يعلو تصفيق حار من الحضور كلما ظهر الحفارين بمن فيهم أحد المتطوعين الذي حفر بيديه آخر الأمتار. وضعت فرق الإغاثة حواجز معدنية لاحتواء الحشود والأعداد الغفيرة من الناس التي توافدت لمتابعة عملية الإنقاذ، ومع اقتراب نهاية العملية كان الحشد يردد «الله أكبر» أو ينشد أغاني دينية. أظهرت المعاينات الطبية التي أجراها الفريق الطبي الذي دخل إلى النفق لاستخراج الطفل أنه يعاني من كسور في الرقبة والعمود الفقري.
تمكنت فرق الإنقاذ وعلى رأسها طبيب متخصص في الإنعاش من إخراج الطفل من البئر، إلا أن السلطات أكدت في بيان رسمي وفاته قبل أن يصله المنقذون. نُقل جثمانه على متن مروحية تابعة للدرك الملكي إلى المستشفى العسكري في الرباط.

## إعلان الوفاة
أعلن الديوان الملكي المغربي مساء السبت 5 فبراير 2022، عن وفاة الطفل ريان متأثرة بجراحه التي لحقت به بعد سقوطه في البئر. اتصل الملك محمد السادس بذوي الطفل وقدم تعازيه، وأكد بأنهُ كان يتابع عن كثب تطورات هذا الحادث المأساوي، إذ أصدر تعليماته لكل السلطات المعنية قصد اتخاذ الإجراءات اللازمة وبذل أقصى الجهود لإنقاذ حياة الطفل، كما عبر عن تقديره وشكره لكل الذين شاركوا في هذه العملية من أفراد ومؤسسات.

## انتقادات
طالت عمليّة إنقاذ ريان بعض الانتقادات التي خصَّت رئيس الحكومة المغربيّة عزيز أخنوش بشأنِ «عدم تفاعله مع قضية الطفل العالق منذ خمسة أيام»، وعدم قيام وزرائه بزياراتٍ رسميّةٍ إلى موقع الحادث. شملت الانتقادات أيضًا طاقم الإنقاذ والسلطة المحليّة التي لم تُعيِّن من البدايةِ متحدثًا رسميًا تاركةً وسائل الإعلام تستقي الأخبار من مصادر متعدّدة ما تسبَّبَ في تضاربٍ في بعض الأحيان، فضلًا عن انتقادات أخرى فيما يخصُّ انتهاك خصوصية الطفل بنشرِ صوره واضحةً ومن دون تشويشٍ على الوجهِ وهو في وضعٍ حرج.
نشرت عددٌ من وسائل الإعلام المحليّة وحتى العربية صورًا ومقطعًا للطفل داخل قعر البئر، حيثُ ظهر وجههُ بالكامل وبعض الدماء التي تعلو جبينه، وهو ما دفعَ المجلس المغربي للصحافة إلى مطالبة نساء ورجال الإعلام بالالتزام بأخلاقياتِ الصحافة في تغطيّة عملية الإنقاذ.
انتُقدت السلطات المسؤولة عن الكاميرا التي كانت تُراقب ريان داخل البئر، حيث توقَّفت – وهي المصدر الرسمي والأولي في العمليّة – عن نشر التحديثات بخصوص الطفل ريان، كما لم تنشر أيَّ مقاطع أو صور جديدة له ابتداءً من اليوم الثالث لعمليّة الإنقاذ (الخميس)، في حين طالت انتقاداتٌ أخرى السلطات التي سمحت لعددٍ كبيرٍ من المدنيين والصحافة بالتجمهر بطريقة عشوائية بمكان الحادث.

## ردود الأفعال
حظيت الحادثة بتفاعل عربي وعالمي واسع مع محنة الطفل ريان، ودعوات من كل مكان بأن تتكلل عملية إنقاذه بالنجاح. واهتمت وسائل إعلام غربية كبيرة بالحادثة، وتابع عدد كبير من مستخدمي الإنترنت سباق الزمن الذي خاضته فرق الإنقاذ، وتدفق سيل من الرسائل بجميع اللغات على وسائل تواصل اجتماعي من جميع أنحاء العالم.

### محليًا وعربيًا
قال مصطفى بايتاس الناطق باسم الحكومة المغربية: «هذا موضوع مأساوي على المستوى النفسي، ونحن في وضعية أهل الطفل ريان الذين ينتظرون الفرج»
نعى الطفل كل من شيخ الأزهر الإمام أحمد الطيب، وعدد من رؤساء الدول والسياسيين ومنهم الشيخ محمد بن راشد آل مكتوم حاكم دبي، والشيخ حمدان بن محمد آل مكتوم ولي عهد إمارة دبي، كما أجرى الشيخ محمد بن زايد آل نهيان ولي عهد أبوظبي نائب القائد الأعلى للقوات المسلحة في دولة الإمارات اتصالاً هاتفياً مع الملك محمد السادس مقدمًا تعازيه. ونشر مدير المكتب الخاص لولي العهد السعودي الأمير محمد بن سلمان صورة للطفل معزيا في وفاته. نعاه أيضًا المتحدث باسم الحكومة الفلسطينية إبراهيم ملحم، ورئيس البرلمان العربي عادل العسومي، ورئيس مجلس النواب العراقي محمد الحلبوسي الذي وصف هذه الحادثة بأنها درس للجميع في تجيش كل الدولة من أجل إنسان. كما أرسل أمير الكويت الشيخ نواف الأحمد الصباح برقية تعزية ومواساة إلى الملك محمد السادس ومثله فعل ولي العهد الشيخ مشعل الأحمد الصباح والشيخ صباح الخالد رئيس مجلس الوزراء. نعاه أيضًا الأمير عبد الرحمن بن مساعد آل سعود، ورئيس مجلس إدارة الهيئة العامة للترفيه في المملكة العربية السعودية تركي آل الشيخ.
كما عبر الوسط الفني عن حزنه الشديد لوفاة الطفل ونشروا تعازيهم على صفحاتهم الخاصة على مواقع التواصل الاجتماعي منهم الفنان الكوميدي المغربي جاد المالح والمغنية أصالة نصري، والفنانة بلقيس فتحي، والمطربة الإماراتية أحلام، والفنانة المغربية لطيفة رأفت، والفنانة المغربية سميرة سعيد، والمطربة المصرية أنغام، والممثل السوري باسل خياط والممثل السوري قصي خولي، والفنان المصري محمد هنيدي، والفنان اللبناني راغب علامة والفنانة سيرين عبد النور، والفنانة ياسمين صبري، والفنانة مي عمر، والمطرب رامي صبري، والفنانة إيمي سمير غانم وآخرون.
قدم التعازي أيضًا الروائية المغربية الأميركية ليلى العلمي، ولاعب كرة القدم ونادي مانشستر سيتي الجزائري رياض محرز، واللاعب المغربي أشرف حكيمي، واللاعب نور الدين أمرابط، واللاعب الدولي إسماعيل بن ناصر. وأدى مجموعة من المواطنين الفلسطينيين صلاة الغائب في المسجد الأقصى عن روح الطفل.
أعلن اللاعب المغربي عبد الرزاق حمد الله المحترف بنادي الاتحاد السعودي على صفحته الرسمية على موقع التواصل الاجتماعي التبرع بمنزل مجهز بالكامل لعائلة الطفل وسط إشادة وتنويه كبيرين بهذه المبادرة التضامنية.
شغل سقوط الطفل الرأي العام الجزائري الذي تفاعل مع الحادثة بكثير من التعاطف والدعاء على أمل إنقاذه وإعادته إلى حضن والديه بالرغم من الخلافات السياسية القائمة بين البلدين وعلى التوتر الشديد الذي يميز العلاقات الثنائية، وتصدر وسم «أنقذوا ريان» الترند في الجزائر، وقال البرلماني الجزائري السابق نور الدين بلمداح على صفحته بفيسبوك: «عندما تصبح أمنية الجزائريين حاليا خروج الطفل ريان سالما معافى بإذن الله تفهم طيبة وحنية الجزائريين وتعلقهم بجيرانهم وإخوانهم المغاربة»، ووصف العديد من الكتاب والصحفيين والناشطين في الجزائر حادثة الطفل ريان بأنها (أعادت الدفئ بين الجزائريين والمغاربة)، واعتبروا أن الطفل ريان هزم لوحده دعاة الفتنة والحرب في البلدين، كما ضجت وسائل التواصل الاجتماعي في المغرب برسائل الشكر والثناء على تضامن الشعب الجزائري مع الطفل في محنته، معبرين عن امتنانهم للشعب الجزائري.

### عالميًا
نشرت قناة أيه بي سي الإخبارية الأمريكية تقريرًا عن القصة تحت عنوان «رجال الإنقاذ يخشون على حياة صبي مغربي محاصر في بئر»، ونشر موقع شبكة بي بي سي، باللغة الإنجليزية تقريرًا بعنوان «ريان: رجال الإنقاذ المغاربة يقتربون من صبي عالق في البئر منذ أيام». كما ذكر موقع يو إس إيه توداي القصة تحت عنوان «رجال الإنقاذ في المغرب يتسابقون لإنقاذ فتى عالق في بئر لأيام». أما صحيفة واشنطن بوست فنشرت تقريرا بعنوان «سقوط صبي من ارتفاع 100 قدم في بئر وعملية الإنقاذ المستمرة منذ أيام تحبس أنفاس المغرب».
حظيت قضية ريان بتفاعل من الأندية العالمية لكرة القدم التي عبرت عن حزنها لوفاة الطفل وقدمت التعازي لأسرته منها نادي مانشستر يونايتد ومانشستر سيتي وأستون فيلا وليفربول الإنجليزي. ونادي إشبيلية ونادي برشلونة ونادي أتلتيكو مدريد الإسباني ونادي تشيلسي الإنجليزي وباريس سان جيرمان الفرنسي وإيه سي ميلان الإيطالي وإي زد ألكمار الهولندي ونادي الرجاء الرياضي المغربي.
قدّم اتحاد المرأة الدولي لكرة القدم «ويفا»، أحر التعازي بفقدان الطفل في حادثة البئر المؤسفة وأعلن عن إقامة (بطولة ريان) للصداقة لفرق كرة القدم النسائية في المغرب خلال الصيف القادم، تشارك فيها فرق من دول المغرب العربي ودول الخليج العربي وبعض الدول الصديقة.
كما قدم التعازي كل من السفارة البريطانية في المغرب وسفارتي قطر وتركيا، والسفارة السعودية، ووزارة الخارجية المصرية، ووزارة الخارجية وشؤون المغتربين في الأردن والرئيس الفرنسي إيمانويل ماكرون. ورئيس وزراء إسرائيل نفتالي بينيت، ورئيس المجلس العالمي للتسامح والسلام، كما نعته منظمة الصحة العالمية وشكرت المنقذين على جهودهم. وأعرب البابا فرنسيس عن تأثره بمأساة الطفل المغربي وأشاد بحرص المغاربة على إنقاذ روح الطفل وبالجهود التي بذلوها.

## ما بعد الحادثة
- وجه مدير الأمن العام في الأردن اللواء حسين الحواتمة أفراد الدفاع المدني لإجراء تمارين إنقاذ مشابهة لحادثة الطفل المغربي، للتأكد من جاهزيتهم في التعامل مع حوادث مشابهة.[71]
- عمم وزير الداخلية الأردني مازن الفراية على المحافظين والحكام الاداريين في جميع أنحاء المملكة باجراء حملة على الآبار المكشوفة والقديمة، والتي قد تشكل خطورة على المواطنين والاطفال واجراء اللازم لإغلاقها أو تأمينها حفاظاً على السلامة العامة، ودعت وزارة الداخلية المواطنين للإبلاغ عن الآبار المكشوفة والمهجورة.[72]
- انطلقت حملة سعودية للإبلاغ عن الآبار المكشوفة داخل المملكة. ونشرت عدة حسابات على موقع تويتر رابط لإبلاغ وزارة البيئة والمياه والزراعة عن وجود مثل هذه الآبار للحيلولة دون وقوع حوادث مشابهة.[73]

## حوادث مشابهة
- جولين روسيلو وهو صبي إسباني يبلغ من العمر عامين كان محاصرًا في بئر عمقه 100 متر (330 قدمًا)، وعانى من المصير نفسه.[74]
- عيّاش محجوبي وهو شاب ثلاثيني من الجزائر سقط في بئر قديمة يصل عمقها إلى 100 متر بينما لا يتجاوز قطرها 35 سنتيمترا، وظل محاصرًا وتوفي بعد أربعة أيام بينما استمرت أعمال الحفر تسعة أيام حتى وصلت إلى الجثة.[75]
- كاثي فيسكوس [الإنجليزية] (1945-1949) طفلة أمريكية سقطت في بئر وتوفيت.
- ألفريدو رامبي [الإنجليزية] (1975-1981) طفل إيطالي سقط في بئر وتوفي.
- جيسيكا ماكلور (مواليد 1986) طفلة أمريكية سقطت في بئر عام 1987 وأُنقذت.
- لمى الروقي (2005-2014) طفلة سعودية سقطت في بئر أثناء نزهة عائلية ولم يتمكنوا من إنقاذها.[76]